# Frana (Buchmaler)
Frana (tsch. Fráňa) ist der Name von einem der Buchmaler in Prag, die um 1400 die Wenzelsbibel ausgemalt haben. Frana ist neben Kuthner der einzige dieser Maler, der einige wenige Teile seines Werks an dieser Prachtbibel unauffällig signiert hat. Sein voller Name soll eventuell František gewesen sein.
Frana kann zwischen 1397 und 1414 unter den Malern am Hof  König Wenzels zu Prag in Böhmen nachgewiesen werden, 1401 schenkt ihm der König das Haus Am Turm in Prag nahe der Synagoge. Als Mitarbeiter der Wenzelswerkstatt war er für den König auch an anderen wichtigen Werken tätig. Er hat beispielsweise mit hoher Kunstfertigkeit das Titelblatt einer Abschrift der Goldenen Bulle Karls IV. ausgemalt. Diese Abschrift hatte Wenzel, der Sohn Karls, um 1400 in Auftrag gegeben. Weiter soll er schon zuvor mit seiner Werkstatt um 1395 auch die Illuminationen zu einem Psalmenkommentar des Nicolaus von Lyra ausgemalt haben. Seine Arbeiten könnten Beiträge zur Hofbibliothek gewesen sein, die Wenzel in Prag aufbaute.
Die Wenzelsbibel entstand um 1400. Frana hat Bilder im ersten Band der Bibel gestaltet, auf zwei Lagen hat er sich unauffällig als Frana eingetragen. Wie alle in der Wenzelswerkstatt tätigen Künstler folgte Frana den auf den Seiten teilweise noch zu findenden Anweisungen, welche und wie eine Szene bildlich zu gestalten ist. Dies deutet auf seine Arbeit unter einer Werkstattleitung hin, die die Gesamtausgabe der Wenzelsbibel koordinierte. Jeder Maler hatte jedoch seine Eigenheiten im Malstil, typisch für Franas Malweise sind zarte, dünngliedrige Figuren, die mit ausdrucksstarker Gestik und mit spitzen Pinseln fein gemalten Gesichtern dargestellt werden.
Franas  tschechischer und in Urkunden erhaltener vermutlicher voller Name František kann auf eine Herkunft aus Böhmen deuten, sein typischer Stil auf eine Ausbildung in Süddeutschland.  Eventuell war er vom Werk des Meister des Wittingauer Altars beeinflusst. Die Vielzahl der möglichen künstlerischen Impulse, die Franas Werk auszeichnen, sind typisch für die internationale Stellung der Prager Buchmalerei in ihrer Blütezeit unter König Wenzel.